# VK 3001 (H)
VK 3001 (H) – prototyp niemieckiego czołgu średniego, wyprodukowany w 1941 roku przez firmę Henschel. 

## Historia
9 sierpnia 1938 roku firma Henschel uzyskała zezwolenie na dalsze prowadzenie badań nad nowymi czołgami, kontynuując projekt DW. Powstały dwa projekty – lżejszy VK 3001 (H) i cięższy VK 3601 (H). Kadłub nowych czołgów przypominał PzKpfw IV, ale zaprojektowano całkiem nowe podwozie z nakładających się na siebie kół. Czołgi były projektowane w taki sposób, by posiadały jak najwięcej wspólnych elementów, co miało ułatwić eksploatację tych pojazdów. Wyprodukowano tylko cztery egzemplarze VK 3001 (H) – po dwa w marcu i październiku 1941 roku. Obydwa projekty zostały anulowane w 1942 roku na rzecz prototypu VK 4501 (H) – przyszłego czołgu PzKpfw VI Tiger.
Wyprodukowano 12 wież dla tego czołgu (z czego 6 wież było uzbrojonych), jednak nigdy nie zostały one na nich zamontowane. Wykorzystano je w fortyfikacjach Wału Atlantyckiego.
W marcu 1941 roku dwa gotowe pojazdy przebudowano na 12.8cm Selbstfahrlafette – ciężki niszczyciel czołgów wyposażony w działo K 40 L/61 kalibru 128 mm. Pozostałe prototypy pozostały w fabryce.